# السلالة النارايانية
السلالة النارايانية هي العائلة الحاكمة في بنارس [الإنجليزية]. كان أسلاف السلالة النارايانية حكامًا لكاشي ماهاجانبادا، ولكن السلالة فقدت مملكتها لاحقًا. تمكن راجا مانسارام سينغ النارايانية من استعادة مملكة أسلافه مرة أخرى. بعد الانفصال عن أوده، ظهرت بنارس كمملكة مستقلة، يحكمها المهراجا بالوانت سينغ [الإنجليزية] في القرن الثامن عشر. ومنذ ذلك الحين، حكمت العائلة بنارس. كانوا ينتمون إلى عائلة غواتم غترا في كتهو مشرا من مجتمع بهوميهار [الإنجليزية]. في عام 1911، أصبحت بنارس ولاية أميرية كاملة تابعة للهند البريطانية، وحكمتها السلالة النارايانية باعتبارها تابعة لبريطانيا حتى انضمامها إلى الهند المستقلة في عام 1947.
حتى يومنا هذا، يحظى كاشي ناريش، الحاكم الاسمي للسلالة، باحترام كبير من شعب بنارس. وهو الزعيم الديني لمدينة بنارس ويعتبره أهل بنارس أنه تم تعيينه على عرش كاشي من شيفا. وهو أيضًا الراعي الثقافي الرئيس وجزء أساسي من جميع الاحتفالات الدينية.

## الأعمال الخيرية
قام مهراجا بنارس بتمويل بناء بئر مزين بفيل ذهبي وبستان كرز في قرية تشيلترن هيلز جنوب إنجلترا، بعد أن سمع عن الجفاف في المنطقة.

## طالع أيضًا
- حصن رامناجار [الإنجليزية]